# 真蜥鳄属
真蜥鱷（屬名：Teleosaurus）是種真蜥鱷科鱷類，生存於侏儸紀中期，身長接近3公尺。

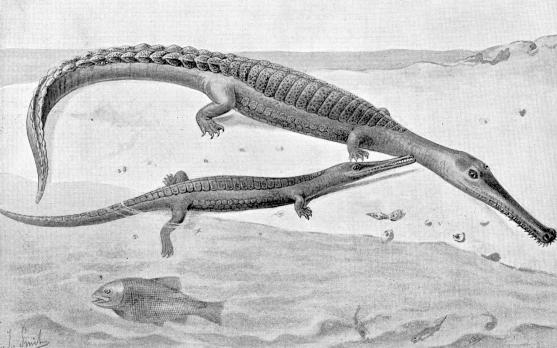
1894年繪製的真蜥鱷想像圖

真蜥鱷擁有高度延長的口鼻部，使得真蜥鱷看起來類似現代長吻鱷。真蜥鱷的體型修長，可能藉由擺動尾巴，在水中前進。真蜥鱷的前肢相當短，可能會在游泳時貼近身體，以增加在水中的流線性。真蜥鱷生存於海洋中，可能以銳利、針狀牙齒捕抓魚類與頭足類。